# Respiratorna fizioterapija
Respiratorna fizioterapija je področje fizioterapije, ki se ukvarja z obolenji dihalnega sistema. Kronični bronhitis, astma, cistična fibroza, emfizem  in druge pljučne bolezni povzročajo težko dihanje, ki močno ovira bolnike pri izvajanju vskodnevnih aktivnosti. 

#### Cilji
Cilj respiratorne terapije je izboljšanje pljučne funkcije, povečanje telesne vzdržljivosti in moči, zmanjšanje oteženega dihanja in s tem povečanje bolnikovih funkcionalnih sposobnosti. 

#### Pripomočki
- flutter (osnovni pripomoček za izkašljevanje),‏
- massator (če je le možno),
- accapela (nadgradnja flutterja, deluje tudi v ležečem položaju),
- spirotiger (novost, uporabljajo v Italiji in je‏ zelo uporaben za trening dihalne muskulature (zvišuje FEV1)
- CF telovnik (angl. CF vest)
- incentivni spirometer (Respiflo FS,...),
- threshold PEP/ITM (vadba z uporom za ekspiratorne/inspiratorne in ekspiratorne dihalne mišice),
- inspiratory muscle trainer (vadba za inspiratorne dihalne mišice, kjer lahko upor poljubno spreminjamo z različnimi nastavki).

#### Tehnike
Respiratorno fizioterapijo sestavljajo dihalne vaje, terapevtske lege, postopki za izboljšanje čiščenja pljuč ter telesne vaje in razgibavanje. 
- Tehnike za čiščenje perifernih dihalnih poti: - položajna drenaža - perkusija ali clapping - vibracijska masaža prsnega koša

- Tehnike za čiščenje centralnih dihalnih poti: - kašelj - huffing (haffing) - uporaba PEP-a s pripomočki (Flutter, Acapella, Threshold)

1. Položajna drenaža
Namen položajne drenaže je mobilizacija sluzi iz posameznih delov pljuč (fizioterapevt se odloči za izbiro položaja glede na prisotnost sekreta v pljučnih segmentih). Indikacije te respiratorne fizioterapije so masovna produkcija sekreta (več kot 25 ml/dan), težko čiščenje dihalnih poti, odsotni ali slabše prisotni pljučni zvok. Kontraindikacije te respiratorne fizioterapjie so huda osteoporoza, velika plevralna vnetja, pomembno povečanje dispnoe, absces, pljučnica (sveža), hemoptize, bolezni prsnega koša.
2. Perkusija ali clapping
Namen je odluščenje sluzi od stene dihalnih poti, ki jo izvaja fizioterapevt (bolnik, svojci) s pomočjo konkavno oblikovane dlani.
Indikacije te respiratorne fizioterapije so masovna produkcija sekreta (več kot 25 ml/dan), bronhiektazije, odsotnost ali slabše prisotni pljučni zvoki. Kontraindikacije te respiratorne fizioterapije so zlomi reber, infekcije/poškodbe kože, bronhospazem, empiem, huda osteoporoza, pljučnica, hemoptize, bolezni prsnega koša.
3. Vibracijska masaža prsnega koša
Namen je mobilizacija sluzi proti centralnim (velikim) dihalnim potem.Izvaja se z mehanskimi napravami (masatorji). Indikacije te respiratorne fizioterapije so masovna produkcija sekreta (več kot 25 ml/dan), bronhiektazije, prisotnost atelektaz (posledica mukoznih čepov). Kontraindikacije te respiratorne fizioterapije so zlomi reber, infekcije/poškodbe kože, bronhospazem, empiem, huda osteoporoza, pljučnica, hemoptize, bolezni prsnega koša.
4. Kašelj
Namen izkašljevanja je čiščenje sekreta iz centralnih (zgornjih) dihalnih poti. Običajno je izkašljevanje končna tehnika ostalih tehnik čiščenja dihalnih poti. Za bolnika s cistično fibrozo je značilno povečano izločanje in večja patogenost sputuma. Kašlja se ne spodbuja kadar je suh ter neproduktiven, pri prisotnosti hemoptiz in pri pnevmotoraxu.
5. Huffing (haffing)
Je ekspiratorna tehnika, kjer gre za forsiran izdih z odprtim glotisom ter izgovarjanjem črke H. Namen je čiščenje zgornjih dihalnih poti. Pri huffingu pride do manjših pritiskov kot pri kašlju. Huffing se izvede tako, da bolnik sedi vzravnano, roke namesti v položaj abdukcije v ramenskem sklepu 90° in fleksija komolca 90°. Bolnik naredi počasen vdih skozi nos, zadrži približno 3 sekunde. Nato istočasno naredi forsiran izdih (H) z addukcijo rok k telesu.
6. Uporaba PEP-a s pripomočki (Flutter®, Acapella®, Threshold®)
Namen PEP pripomočkov je čiščenje centralnih (zgornjih) dihalnih poti, večja predihanost pljuč in zmanjšana količina ujetega zraka v dihalnih poteh. Indikacije te respiratorne fizioterapije je dolgotrajen kašelj z izmečkom, bronhiektazije, sesedanje dihalnih poti, upočasnjen pretok zraka skozi dihalne poti, okvara mukociliarnega aparata. Kontraindikacije te respiratorne fizioterapije so pnevmotorax, hemoptize, bolezni prsnega koša, plevralni izliv.
7. Dihalne vaje
Namen je večja predihanost pljuč in sprostitev. Dihalne vaje se uporablja za predihavanje zgornjih, srednjih in spodnjih predelov pljuč. Indikacije te respiratorne fizioterapije so prisotnost večjih količin pljučnega sekreta, kronična respiracijska insuficienca, pri bolečini kot posledica poškodbe in pri zoženju dihalnih poti zaradi mišično-skeletnih sprememb. Kontraindikacije te respiratorne fizioterapije so večja bronhialna krvavitev, akutna respirat. insuficienca in varice požiralnika.
8. Incentivna spirometrija
Namen je preprečevanje respiratornih zapletov, povečanje dihalnih volumnov in trening inspiratornih mišic. Osem tedenski program poveča intenziteto inspiratornih mišic. Rezultat treninga inspiratornih mišic poveča funkcijo trebušne prepone, povečajo se pljučni volumni in psihosocialni status.